# Schloss Pillham

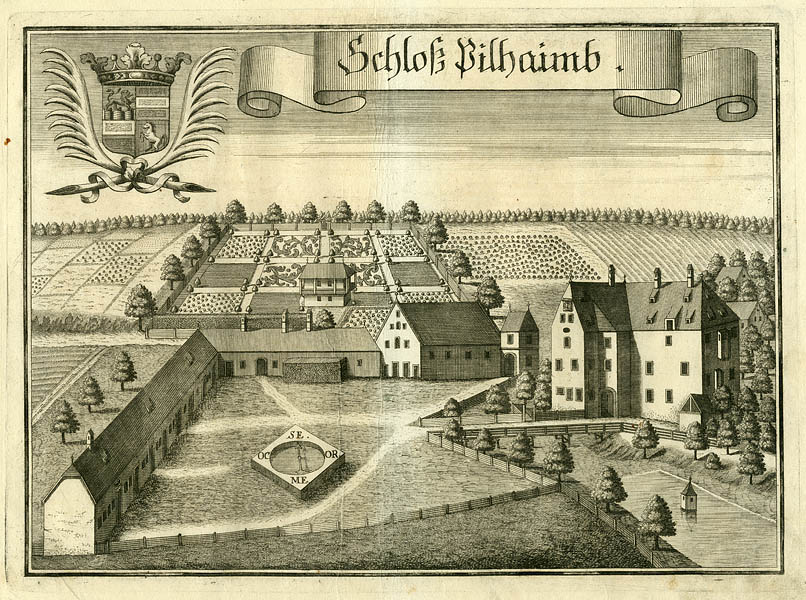
Schloss Pillham („Schloß Pilhaimb“), 1723

Schloss Pillham war ein Schloss in Pillham bei Ruhstorf im Landkreis Passau. Es wurde 1809 abgerissen und durch eine zweigeschossige Anlage ersetzt, die später als „Schloßbrauerei Ering-Pillham“ genutzt wurde und heute Mietwohnungen beherbergt. Sie befindet sich im Besitz der Familie Esterházy. Die Aufzeichnungen über das Schloss beginnen im Jahr 1367. In direkter Nachbarschaft liegt das Schloss Kleeberg. Die Anlage wird als Baudenkmal unter der Nummer D-2-75-145-47 geführt, ferner als Bodendenkmal unter der Nummer D-2-7546-0053 mit der Beschreibung „Mittelalterlicher Sitz und untertägige Befunde des frühneuzeitlichen Schlosses Pillham mit mehreren Bauphasen“.

## Geschichte
Die erste Erwähnung eines Pillhamer Adelsgeschlechts stammt mit Menhard de Pillenhaim aus dem Jahr 1160. Erst 1367 folgt eine urkundliche Erwähnung über das Geschlecht der Haderer. Ein Walchun der Haderer benannte sich nach dem Ort Pillham. Am 8. Januar 1370 verkaufte Walchun von Pillham seine Güter an Herrn Zacharias den Haderer. Laut der „Landtafel des Herzogs Georg“ ist Witwe Catherina Ecker von 1486  bis 1492 die Besitzerin von Pillham. 1568 wird Pillham in Apians Topographie von Bayern als „Sitz einer Adelsherrschaft“ genannt. Ende des 16. Jahrhunderts gelangten Hofmark und Schloss in den Besitz der Riederer von Paar. 1703 ging es an den Freiherren von Paumgarten über, der das Schloss aber nicht bewohnte.

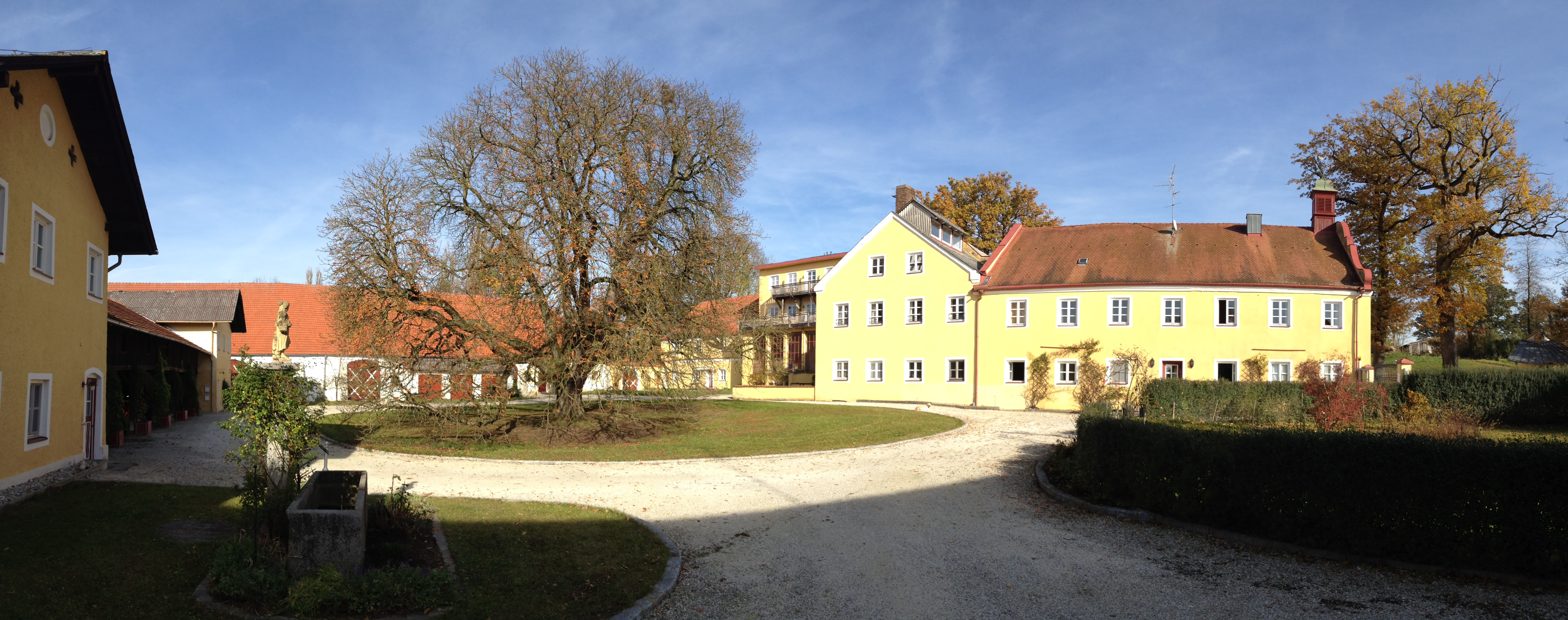
Das Anwesen in Pillham heute

1809 wurde das Schloss abgebrochen. Als Ursache wird angegeben, dass es geschah, um in den Napoleonischen Kriegen weniger Quartier tragen zu müssen.
Das Schlossgut Pillham hatte eine Grundfläche von rund 500 Tagwerk mit drei Waldparzellen von ungefähr 13 Tagwerk bei Pfarrkirchen sowie in Buchet und im Steinkart bei Salvator. Die Gutsherrschaft Ering hatte in Pillham einen eigenen Verwalter. Darüber hinaus befanden sich in Pillham ein Gasthaus, eine Schmiede und zwei größere Bauerngüter.